# Rowosari (Gubug)
Rowosari is een bestuurslaag in het regentschap Grobogan van de provincie Midden-Java, Indonesië. Rowosari telt 2424 inwoners (volkstelling 2010).